# Onthophagus stomachosus
Onthophagus stomachosus es una especie de insecto del género Onthophagus, familia Scarabaeidae, orden Coleoptera.
Fue descrita científicamente por Krell en 2009.